# 大森南朋
大森南朋（1972年2月19日—），日本男演員、樂團主唱兼吉他手。東京都出身，身高178cm，隸屬apache。父親麿赤兒是演員和舞蹈家，哥哥是電影導演大森立嗣。

## 簡介
1993年以電影サザンウィンズ日本編 トウキョウゲーム開始演藝事業，2001年飾演殺手阿一的要角阿一，2005年出演法國電影《慾色迷宮》，2007年憑禿鷹主角鷲津政彥一角一躍成名。
2012年主演電影東京プレイボーイクラブ。同年3月14日與女演員小野百合子結婚。2013年飾演電影R100的主角片山貴文，2014年主演被捨棄的人們。

## 戲劇作品
粗體為主演

### 電視劇
- 世界奇妙物語（富士電視台）
  - 1996年春季特別篇「午夜DJ」（1996年）：飾 ミキサー
  - 2003年秋季特別篇「當人影重疊時」（2003年）：飾 野村清
  - 21世紀 21週年特別編「分身」（2011年）：飾 田崎守
- おばはん刑事!流石姫子4 ストーカーの美女連続殺人!（日语：おばはん刑事!流石姫子）（2000年，朝日電視台）：飾 赤間徹
- 駆落ち（2002年，NHK-BShi）
- アイノウタ（日语：アイノウタ）（2002年，BS-TBS）：飾 倉橋一哉／南波さとし
- とおしゃれと男のコ（日语：とおしゃれと男のコ）（2002年，NHK-BShi）
- ノースポイント ファームサイドソング（日语：ノースポイント#ファームサイドソング）（2003年，北海道文化放送）
- 刑事搜查線 第7輯（日语：はみだし刑事情熱系#PART7（2003年））第10話（2003年，朝日電視台）
- 小孤島大醫生（2003年，富士電視台）：飾 坂野孝
  - 小孤島大醫生 特別篇（2004年）
  - 小孤島大醫生 2006（2006年）
- 對不起，嚇到你（2003年，BS-TBS）
- ダムド・ファイル 第3輯（日语：ダムド・ファイル#シーズンIII）file No.0023（2003年，名古屋電視台）：飾 千浦
- 我和她們的生存之道（日语：僕と彼女と彼女の生きる道）（2004年，關西電視台）：飾 勝亦亮太
- 消防隊小美女（日语：火消し屋小町）（2004年，NHK）：飾 三國守
- 夫婦（日语：夫婦。）（2004年，TBS）：飾 元木慎吾
- 虎與龍 第3話（2005年，TBS）：飾 BOSS片岡
- 真愛時光（日语：恋の時間）（2005年，TBS）：飾 谷川耕平
- 春與夏（2005年，NHK）：飾 喬治原田
- 超越巔峰(電視劇)（2005年，NHK）：飾 佐山達哉
- 愛上恐龍妹（日语：ブスの瞳に恋してる#テレビドラマ）（2006年，關西電視台）：飾 竹田武
- 孩子們（2006年，WOWOW）：飾 陣内達也
- 禿鷹（2007年，NHK）：飾 鷲津政彦
- 無止境的殺人（2007年，WOWOW）：飾 宮崎優
- Prisoner（日语：プリズナー）（2008年，WOWOW）：飾 ポン
- NHK大河劇（NHK総合）
  - 龍馬傳（2010年）：飾 武市半平太
  - 怎麼辦家康（2023年）：飾 酒井忠次
- SPEC～警視廳公安部公安第五課 未詳事件特別對策係事件簿～ 第5話（2010年，TBS）：飾 里中貢
- BOSS 第2輯（2011年，富士電視台）：飾 森岡博
- 命運之人（2012年，TBS）：飾 山部一
- 父親給的秘密（2012年，東京電視台）：飾 下荒井剛助
- 書店員美智留的遭遇（2013年，NHK）：飾 美智留的丈夫／旁白
- 真幌站前多田便利屋（2013年，東京電視台）：飾 山
- Link（日语：LINK (テレビドラマ)）（2013年，WOWOW）：飾 寺原健
- S - 最後的警官（2014年，TBS）：飾 香椎秀樹
- BORDER 第9話（大結局）（2014年，朝日電視台）：飾 安藤周夫
  - BORDER 贖罪（SP）（2017年10月）
- Legal High 特別篇2（2014年，富士電視台）：飾 九條和馬
- 產科醫鴻鳥（2015年，TBS）：飾 今橋貴之
  - 產科醫鴻鳥2（2017年）
  - 傑作選（2020年4月10日 - 5月8日）
- 小荳荳電視台（2016年，NHK）：飾 飯澤匡（日语：飯沢匡）[13]
- 二頭2（日语：ふたがしら#第2シリーズ）（2016年，WOWOW）：飾 畷安房守蔵人（蔵蔵）
- Byplayers 第11話及大結局（第12話）（2017年，東京電視台）：飾 大森南朋（本人）
- 居酒屋ふじ（日语：居酒屋ふじ#テレビドラマ）（2017年，東京電視台）：飾 大森南朋（本人）
- Sign～法醫學者 柚木貴志的事件～（2019年，朝日電視台）：飾 柚木貴志
- 我的家政夫渚先生（2020年，TBS）：飾 鴫野渚
  - 特別編（2020年9月8日）
- 心胸咚咚（2022年4月11日 - 18日，NHK）：飾 比嘉賢三
- 愛麗絲在廚房（2024年，日本電視台）：飾 八重森心護
- 山岳醫生（2024年，關西電視台・富士電視台）：飾 江森岳人
- 從奪走你的那天起（2025年，關西電視台・富士電視台）：飾 結城旭
- 大追跡〜警視廳SSBC強行犯係〜（2025年，朝日電視台）：飾 伊垣修二（與相葉雅紀、松下奈緒三人主演）

### 電影
- サザンウィンズ日本編 トウキョウゲーム（1993年）
- 復讐 消えない傷跡（1997年）：飾 ヒロ
- 綠之街（日语：緑の街 (映画)）（1998年）：飾 本間
- Looking For（日语：Looking For#映画）（1998年）：飾 高岡一馬
- 生之欲（日语：生きたい）（1999年）
- ビッグ・ショー! ハワイに唄えば（日语：ビッグ・ショー! ハワイに唄えば）（1999年）：飾 日計世・ジミー
- 天使に見捨てられた夜（日语：天使に見捨てられた夜）（1999年）
- 白痴（1999年）：飾 船木
- ざわざわ下北沢（日语：ざわざわ下北沢）（2000年）：飾 高藤
- sWinG maN（2000年）
- 弱蟲（日语：弱虫（チンピラ）#映画版）（2000年）：飾 逆井
- 三文役者（日语：三文役者）（2000年）：飾 助導
- 忘れられぬ人々（2001年）：飾 木村
- 迷貓 MAIGO（2001年）：飾 貴島裕
- Quartet（日语：Quartet カルテット）（2001年）：飾 山田大介
- 殺手阿一（2001年）：飾 阿一
- 害蟲（日语：害虫 (映画)）（2002年）：飾 愛情賓館的男人
- パコダテ人（日语：パコダテ人）（2002年）：飾 橋本
- PERFECT BLUE 夢なら醒めて（2002年）：飾 利彥
- Drive（2002年）
- 金融破滅ニッポン 桃源郷の人々（2002年）：飾 不法投棄の男
- ロックンロールミシン（2002年）
- 淨琉璃（2002年）：飾 松本的同事
- Out（2002年）：飾 山本健司
- 八月の幻（2002年）：飾 田中英男
- 百色眼鏡（2003年）：飾 駒形
- 赤目四十八瀑布殉情未遂（2003年）：飾 業
- リリー・オブ・ザ・バレー（2003年）
- サル（2003年）
- Vibrator（2003年）：飾 岡部希壽
- アイデン&ティティ（2003年）：飾  トシ
- のんきな姉さん（2004年）：飾  一男
- 花與愛麗絲（2004年）：飾  オーディション演技指導者
- Jam Films 2（日语：Jam Films#Jam Films 2）「HOOPS MEN SOUL」（2004年）：飾 黑木巖
- 在世界的中心呼喊愛情（2004年）：飾 機場櫃位職員
- 深呼吸的必要（日语：深呼吸の必要 (映画)）（2004年）：飾 田所豐
- 下弦之月（日语：下弦の月(漫画)#映画）（2004年）：飾 CD店店員
- 慾色迷宮（2005年）：飾 ショウジ
- 深夜裡的彌次先生和喜多先生（日语：真夜中の弥次さん喜多さん#映画）（2005年）：飾 拷問的武士
- サヨナラCOLOR（日语：サヨナラCOLOR (映画)）（2005年）：飾 野本醫生
- イツカ波ノ彼方ニ（日语：イツカ波ノ彼方ニ）（2005年）：飾 勝男
- 亂步地獄（日语：乱歩地獄）「芋蟲」（2005年）：飾 須永中尉
- 慾望（日语：欲望 (2005年の映画)）（2005年）：飾 能勢五郎
- ゲルマニウムの夜（日语：ゲルマニウムの夜#映画）（2005年）：飾 宇川
- 好きだ、（日语：好きだ）（2006年）：飾 學校老師
- やわらかい生活（日语：やわらかい生活）（2006年）：飾 バッハ
- 男はソレを我慢できない（日语：男はソレを我慢できない）（2006年）：飾 たかし
- 愛與淚相隨（2006年）：飾 醫生
- キャッチボール屋（日语：キャッチボール屋）（2006年）：飾 大山タカシ
- 孩子們（2006年）：飾 陣内達也
- 嫌豬手事件簿（2006年）：飾 山田好二
- 蟲師（2007年）：飾 虹郎
- たとえ世界が終わっても（日语：たとえ世界が終わっても）（2007年）：飾 妙田
- M（日语：M (2007年の日本映画)）（2007年）：飾 小川秀之
- 吳清源（2007年）：飾 橋本宇太郎
- Midnight Eagle（日语：ミッドナイト・イーグル#映画）（2007年）：飾 齊藤健介
- 青春巧克力（2007年）：飾 38歲的大橋賢
- Kamachop（日语：KAMACHOP カマチョップ）（2008年）：飾 惠比壽
- 魔女的約定（日语：西の魔女が死んだ#映画）（2008年）：飾 パパ
- 你的朋友（日语：きみの友だち#映画）（2008年）：飾 眼科醫生
- 東京狂想曲（日语：TOKYO!）「インテリア・デザイン」（2008年）：飾 ヒロシ
- 阿基里斯與烏龜（2008年）：飾 畫商
- 一首Punk歌救地球（日语：フィッシュストーリー#映画）（2009年）：飾 唱片店店長／岡崎
- USB（日语：USB (映画)）（2009年）：飾 信一
- 禿鷹（日语：ハゲタカ (映画)）（2009年）：飾 鷲津政彦
- 笑笑警官（日语：笑う警官 (佐々木譲)#映画）（2009年）：飾 佐伯宏一
- Golden Slumbers（2010年）：飾 樋口伸幸
- 甜蜜小謊言（日语：スイートリトルライズ映画）（2010年）：飾 岩本聰
- 照和 My Little Town KAI BAND（日语：スイートリトルライズ）（2010年）：飾 旁白
- 狗狗心事2「犬の名前」（2011年）：飾 多田一郎
- 基因華爾茲（2011年）：飾 三枝久廣
- 每日媽媽（2011年）：飾 島田
- 真幌站前多田便利屋（2011年）：飾 山田
- 輕蔑（日语：軽蔑 (中上健次)#映画）（2011年）：飾 山畑萬里
- 非關正義 the answer（日语：アンフェア the answer）（2011年）：飾 結城脩
- 恐怖兔子3D（2011年）：飾 醫生
- 永遠的三丁目的夕陽 64年（2012年）：飾 富岡裕一
- 東京プレイボーイクラブ（日语：東京プレイボーイクラブ）（2012年）：飾 勝利
- 洋芋片（日语：ポテチ (伊坂幸太郎)#映画）（2012年）：飾 黑澤
- 惡女羅曼死（2012年）：飾 麻田誠
- 莫逆家族（日语：莫逆家族#実写映画）（2012年）：飾 前田梅
- 再見溪谷（2013年）：飾 渡邊一彥
- R100（日语：R100）（2013年）：飾 片山貴文
- 一代茶聖千利休（日语：利休にたずねよ#映画）（2013年）：飾 豐臣秀吉
- 被捨棄的人們（日语：捨てがたき人々#映画）（2014年）：飾 狸穴勇介
- 真幌站前狂騷曲（2014年）：飾 山田
- 小野寺之弟・小野寺之姊（日语：小野寺の弟・小野寺の姉#映画）（2014年）：飾 酒井啟介
- 要聽神明的話（2014年）：飾 タクミ
- 寄生獸（2014年）：飾 倉森
- 歌舞伎町24小時愛情摩鐵（2015年）：飾 竹中一樹
- 寄生獸 完結編（2015年）：飾 倉森
- 最高機密（2016年）：飾 真鍋駿介
- 惡魔蛙男（日语：ミュージアム (漫画)#映画）（2016年）：飾 澤村久志之父
- Outrage 最終章（日语：アウトレイジ 最終章）（2017年）：飾 市川
- ビジランテ（2017年）：飾 一郎[14]
- 妖怪大戰爭 Guardians（2021年）：飾 滑瓢
- 接棒家族（2021年）：飾 水戶秀平
- 小孤島大醫生（2022年）：飾 坂野孝
- 新·假面騎士（2023年）：飾 蜘蛛強化人（配音）
- 塗鴉日記（2025年）：飾 明子的父親

### 舞台劇
- 春天甦醒（日语：春のめざめ）（1998年）
- Lens(舞台劇)（日语：LENS）（2004年）：飾 駒形蓮司
- 隔鄰的男子（2005年）：飾 竹田
- 恋する妊婦（2008年）
- At Home at the Zoo（2010年）
- 浮標（2011年）
- 不道德教室（2013年）：飾 山城一也
- 市ヶ尾の坂-伝説の虹の三兄弟（2018年）
- ケダモノ（2022年）

### 劇場版動畫
- 惡童（2006年）：飾 チョコラ
- 棄寶之島：遙與魔法鏡（2009年）：飾 遙之父[15]
- 紅花坂上的海（2011年）：飾 風間明雄

### 遊戲
- 人中之龍6 生命詩篇。（2016年）：飾 巖見恆雄[16]
- 人中之龍7 外傳 英雄無名。（2023年）：飾 巖見恆雄(僅出現在回憶片段)

### 音樂影片
- 椎名林檎「莖(STEM)～諸侯出遊篇～」（2003年）
- 山崎將義「Address（日语：ADDRESS (アルバム)）」（2006年）
- 柚子「彩虹 (柚子單曲)」（2009年）
- 齊藤和義「Come on!（日语：COME ON! (斉藤和義の曲)）」（2009年）

### 音樂
- 以"月に吠える"樂團名義[17]
  - 第二巻。〜浮世歌〜(CD)
  - 気まぐれジョニー(黑膠EP)
  - 第一巻(CD)

### 廣告
- Suntory「ニューオールド」（1996年）
- KDDI沖繩手提電話（日语：沖縄セルラー電話）「au」（2003年）
- 東京海上日動安心生命保險（日语：東京海上日動あんしん生命保険）「がん保険」（2004年）
- Toyota「MORE THAN BEST キャンペーン」（2004年）
- KFC日本（日语：日本ケンタッキー・フライド・チキン）（2004年）
- UR賃貸住宅（日语：都市再生機構）（2006 - 2008年）
- Citizen（日语：シチズン時計）（2006年）
- Uniqlo（2007年）
- 日本煙草產業公司「天晴」（2007年）
- 可口可樂日本（日语：日本コカ・コーラ） ジョージア エンブレムブラック「病院」篇（2007年）
- Friend-Ship Project（日语：Friend-Ship Project）「90秒の家族の絆」篇（2008年）
- 富士菲林「世界は、ひとつずつ変えることができる。」町のお医者さん篇（2009年）
- 札幌啤酒「オフの贅沢」（2009年 - ）
- 富士菲林「世界は、ひとつずつ変えることができる。」ナノ粒子技術篇（2009年）
- 江崎固力果「濃厚おつまみスナック【クラッツ】」(2010年)
- Suntoryfoods（日语：サントリーフーズ） BOSS贅沢微糖（2011年）
- 競輪（2011年）
- Lawson「ろーそん亭」（2011年）
- Lixil（日语：LIXIL）「リクシルって知ッテル?」（2011年）
- Bigmotor（日语：ビッグモーター）（2014年）
- Suntoryfoods ボス グリーン（2014年）
- ハナテン（日语：ハナテン）（2014年）
- 三井住友銀行 いくぞ、ミライ「積立」篇（2014年10月 - ）[18]
- So-net「NURO光（日语：NURO光）」（2015年 - ）
- さとふる（日语：さとふる）（2016年）[19]
- 億滋日本（日语：モンデリーズ・ジャパン）「Nabisco 中国産Oreo」（2016年9月 - ）[20]
- 明治乳業「明治ヨーグルトR-1」
- Sansan「面識アリ 2019」まるごとやられた篇（2019年11月）

## 獎項
- 2003年 第77回電影旬報十佳獎最佳男配角（「Vibrator」、「赤目四十八瀑布殉情未遂」）
- 2003年 第25回橫濱電影節最佳男配角（「Vibrator」、「赤目四十八瀑布殉情未遂」）
- 2006年 第33回放送文化基金賞（日语：放送文化基金#放送文化基金賞）電視劇部門演員獎（「禿鷹」、「孩子們」）
- 2008年 Élan d'or賞（日语：エランドール賞）新人獎（「禿鷹（日语：ハゲタカ (映画)）」）
- 2009年 第33回日本電影金像獎最佳男主角獎（「禿鷹」）
- 2010年 第50回ACC CM Festival演技獎（札幌啤酒「オフの贅沢」）

## 書籍

### 著作
- さもあらばあれ（2010年，寶島社）

### 寫真集
- 月刊Men 大森南朋（2011年，波麗佳音）

## 外部連結
- 大森南朋的Instagram帳戶 （页面存档备份，存于）